# Pseudophyllidea
Pseudophyllidea ist eine Ordnung der Bandwürmer, die bei verschiedenen Wirbeltieren parasitieren und deren bekanntester Vertreter der Fischbandwurm ist. Typisch ist ein Entwicklungszyklus mit zwei Zwischenwirten, wobei der erste stets ein Kleinkrebs ist.

## Merkmale
Der Scolex der Pseudophyllidea ist variabel gestaltet, trägt aber immer zwei Längsgruben, die allerdings keine echten Sauggruben (Bothria) darstellen, was namensgebend war. Die Bandwurmglieder (Proglottiden) sind breiter als lang, die Geschlechtsöffnungen (Genitalporen) befinden sich in der Mitte der Unterseite. Das Dotterstocksystem (Vitellarium) ist doppelt angelegt und nimmt mit den Hoden den Raum neben Ovar und Uterus ein. Die Uteruspore öffnet sich separat, dicht neben den Genitalporen. Der gravide Uterus ist eine lange, mit Eiern gefüllte Röhre, die in der Gliedmitte zwischen Ovar und Genitalpore in Schlingen gelegt ist. Die bedeckelten Eier sind bei der Abgabe nicht embryoniert.

## Systematik
Die Pseudophyllidea werden in sieben Familien unterteilt. Die taxonomische Einheit wurde jedoch in jüngerer Zeit infrage gestellt und stattdessen der Ersatz durch zwei Ordnungen (Bothriocephalidea und Diphyllobothridea) vorgeschlagen.